# Тільки три ночі
«Тільки три ночі» — радянський чорно-білий художній фільм режисера Гавриїла Єгіазарова, знятий за оповіданням Олександра Борщаговського «Ніч» в 1969 році. Практично відразу після зйомок цей фільм «поклали на полицю» на довгі роки. У 1988 році фільм був відреставрований, але його прем'єра відбулася в травні 1989 року, коли режисера вже не було в живих.

## Сюжет
У селі Бабіно, разом з дитиною і мамою живе дівчина Люба. Її чоловік загинув на війні. Одного разу в село приїжджає Микола, який замість хворого кіномеханіка привозить для місцевих жителів кіноплівку з фільмом «В джазі тільки дівчата», для того щоб показати цей фільм у місцевому кінотеатрі. Вдома Миколу чекає молода вагітна дружина. Показавши фільм, Микола збирається їхати додому, але по дорозі зустрічає Любу. Колись вони любили один одного, але розлучилися. А тепер почуття нахлинули з новою силою. Миколі належить зробити нелегкий вибір між дружиною і старою любов'ю, що спалахнула знову.

## У ролях
- Валерій Козинець — Микола
- Ніна Гуляєва — Люба Єрмакова
- Олександра Данилова — Парасковія
- Володимир Воробей — Степан
- Віра Кузнецова — мама Люби
- Микола Гринько — Серафим
- Ірина Короткова — Катя
- Любов Соколова — мама Каті
- Олексій Глазирін — батько Каті
- Олег Єфремов — Хворостін Іван Петрович
- Микола Сморчков — шофер
- Єлизавета Нікіщихіна — епізод
- Сергій Калінін — епізод
- Тетяна Вокач — епізод

## Знімальна група
- Режисер: Гавриїл Єгіазаров
- Автор сценарію:  Олександр Борщаговський
- Оператор:  Микола Немоляєв
- Композитор:  Ісаак Шварц
- Художник: Георгій Колганов